# ایلیا اوربوخ
ایلیا اوربوخ (روسی: Илья Изяславич Авербух؛ زادهٔ ۱۸ دسامبر ۱۹۷۳) اسکیت‌باز نمایشی، و رقصنده روی یخ اهل روسیه است.
وی همچنین برندهٔ جوایزی همچون نشان دوستی شده‌است.